# Marche
Marcheⓘ ([ˈmar.ke], wym. ˈmɑrkeˈ; w języku polskim używane również Marchia) – region administracyjny w środkowych Włoszech, historyczna Marchia Ankońska (Ankonitańska, Ankony).

## Położenie
Marche ciągnie się na południowy wschód od San Marino, nad Morzem Adriatyckim, na długości 160 km. Graniczy z następującymi regionami: Emilią-Romanią, Toskanią, Umbrią, Lacjum i Abruzją. Zajmuje powierzchnię 9694 km². Marche jest ostatnim włoskim regionem po stronie Adriatyku przed tzw. Mezzogiorno, czyli południową, znacznie słabiej rozwiniętą gospodarczo częścią kraju. Region sąsiadujący od południa – Abruzja – zaliczany jest już do grupy regionów południowych, a Marche jeszcze do centralnych.

## Podział administracyjny
W skład regionu Marche wchodzą prowincje: Ankona, Pesaro e Urbino, Ascoli Piceno, Macerata, i od 2009 roku Fermo. Prezydentem regionu jest Luca Ceriscioli (PD).

## Ludność
Gęstość zaludnienia wynosi 147 osób na km². Region zamieszkuje 1,4 miliona osób, a stolicą jest Ankona (104 000 mieszkańców). W regionie używa się powszechnie czterech głównych dialektów i kilkadziesiąt mniejszych, o charakterze bardziej lokalnym (nawet w miejscowościach oddalonych od siebie o kilkanaście kilometrów można spotkać całkiem różne odmiany języka włoskiego).

## Gospodarka
Jest to region wybitnie rolniczy, z przeważającymi w krajobrazie, starannie utrzymanymi winnicami, gajami oliwnymi, polami, łąkami i pastwiskami. W przemyśle istotną rolę odgrywa przemysł obuwniczy, papierniczy oraz wyrób instrumentów muzycznych.

## Kultura
Z Marchii pochodzili m.in.: Donato Bramante, Rafael Santi, Gioacchino Rossini, Giacomo Leopardi, Giovanni Battista Pergolesi, Gentile da Fabriano, Maria Montessori, Mateusz Ricci oraz papieże – Sykstus V i Pius IX.